# Karol Anton Medvecký
Karol Anton Medvecký (Dolná Lehota, 8 giugno 1875 – Bojnice, 12 dicembre 1937) è stato un presbitero, etnografo, museologo storico e politico slovacco, fu uno dei sottoscrittori della Dichiarazione di Martin.

## Biografia
Era figlio di Jozef Minčaga e Zuzana Medvecká, di nobile famiglia da cui prese il cognome Medvecký z Medvedzia a Malého Bysterca (cognome completo secondo la grafia ungherese: Medveczky de Medveczei és Kis Bisterczei). Frequentò le scuole elementari a Oravský Podzámok. Dal 1887 al 1895 studiò al ginnasio di varie città: Trstená, Ružomberok, Banská Štiavnica, Lučenec, Košice. Completò gli studi di teologia al seminario di   Banská Bystrica nel 1899, e il 3 luglio dello stesso anno fu ordinato presbitero a Svätý Kríž nad Hronom (l'attuale Žiar nad Hronom). Fu cappellano a Detva, Krupina, Jastrabá, Veľké Pole, Píla, Beňuš e Detvianska Huta. Fu quindi amministratore parrocchiale a Donovaly, Brehy a Prochot. Nel 1909 divenne parroco di Bacúrov, ove trascorse dieci anni. Per i suoi ideali patriottici, fu perseguitato dai vertici ecclesiastici.
Fu membro del Partito nazionale slovacco, ma durante la Prima guerra mondiale rifiutò la politica dei vertici del partito. Nell'estate del 1917 sostituì Jozef Gregor Tajovský come segretario del partito. Nel 1918 divenne segretario del Consiglio nazionale slovacco. Dal 1918 al 1920 fu membro dell'Assemblea nazionale rivoluzionaria. Agì inoltre come referente per le questioni cattoliche ed ecclesiastiche con il ministero plenipotenziario per la Slovacchia a Žilina e a Bratislava, ove prese parte al riordino delle questioni di politica ecclesiastica in Slovacchia. Fu animato in questa fase dai principi del cecoslovacchismo e rifiutò di collaborare con Andrej Hlinka e con il suo partito. Dal 1920 fino alla morte fu parroco di Bojnice. Aderì al Partito popolare cecoslovacco, di cui dal 1925 fu vicepresidente della sezione slovacca, nonché redattore dell'organo di partito Ľudová politika.
Parte integrante del suo impegno patriottico fu la ricerca storica. Era uno dei membri e dei funzionari più attivi della Società museale slovacca. Fu uno stretto collaboratore del fondatore Andrej Kmeť. Nel 1926, come presidente del Società museale slovacca, contribuì alla rifondazione dei suoi organi di stampa Časopis Muzeálního slovenskej společnosti e Sborník Muzeálního slovenskej společnosti, di cui fu anche redattore. Partecipò alla costituzione delle collezioni del Museo Nazionale Slovacco, in particolare di quelle etnografiche. Richiese il ritorno dei numerosi pezzi che erano stati trasferiti in Ungheria. È una delle figure più importanti nella museologia slovacca.

## Opera
Si interessò all'etnografia e alla storia. Fu autore della pubblicazione etnografica Veľké pole a Píla (1904). Il risultato della sua ricerca collezionistica ed etnografica nell'area di Detva sfociò nella preziosa pubblicazione monografica Detva del 1905. Era un collezionista di ballate popolari, che pubblicò nella collezione Sto slovenských ľudových balád ("Cento ballate popolari slovacche"). Nel campo della storiografia, si concentrò sulla storia regionale, sull'archeologia, sulla storia della Chiesa, ma soprattutto sulla questione della fine del Regno d'Ungheria e della nascita della Cecoslovacchia. Fu autore di una monografia biografica in due volumi Andrej Kmeť, jeho život a dielo ("Andrej Kmeť, vita e opera") (1924). Si dedicò alla storia ecclesiastica nelle sue opere Cirkevné pomery katolíckych Slovákov v niekdajšom Uhorsku ("La condizione dei cattolici slovacchi nel fu Regno d'Ungheria") (1920) e Krátke dejiny katolíctva na Slovensku ("Breve storia del cattolicesimo in Slovacchia") (1920). Nell'ampio lavoro in quattro volumi Slovenský prevrat ("Il colpo di stato slovacco") (1930-1931), ha descritto storicamente e documentalmente i cambiamenti costituzionali in Slovacchia alla fine della prima guerra mondiale durante il crollo della monarchia asburgica e la nascita della Cecoslovacchia. Ha affrontato la storia regionale nello studio Kremnický požiar ("L'incendio di Kremnica") (1897). Fu autore di ragguagli biografici e necrologi in cui presentò la vita e il lavoro dei patrioti Jozef Hollý, Jozef Ľudovít Holuby, Ľudovít Mičátek, František Richard Osvald, Andrej Trúchlý-Sytnianský. Fu anche autore di resoconti di viaggio: Cesta po Juhoslávii ("Viaggio in Jugoslavia") (1921) e Moja cesta do Francie a Anglie ("Il mio viaggio in Francia e Inghilterra") (1925).